# Pembroke (Nueva York)
Pembroke es un pueblo ubicado en el condado de Genesee en el estado estadounidense de Nueva York. En el año 2000 tenía una población de 4.530 habitantes y una densidad poblacional de 41.9 personas por km².

## Geografía
Pembroke se encuentra ubicado en las coordenadas 42°59′12″N 78°23′25″O / 42.98667, -78.39028.

## Demografía
Según la Oficina del Censo en 2000 los ingresos medios por hogar en la localidad eran de $41,266, y los ingresos medios por familia eran $46,495. Los hombres tenían unos ingresos medios de $32,487 frente a los $25,046 para las mujeres. La renta per cápita para la localidad era de $17,148. Alrededor del 4.8% de la población estaban por debajo del umbral de pobreza.